# Регион Тиграј
Регион Тиграј је један од етничких региона Етиопије, домовина народа Тигрејци. Главни град региона је Мекеле.

## Историја
Преци народа Тигриња и Амхара били су главне етничке групе у Краљевини Аксум, која је постојала у првом миленијуму нове ере. У другој половини 20. века, постојала је покрајина Тиграј у саставу Етиопије, а обухватала је делове данашњих региона Тиграј, Афар и Амхара. Други делови данашњег региона Тиграј били су тада у саставу покрајина Гондар и Воло. Данашњи регион Тиграј формиран је 1995. године, као један од етничких региона Етиопије.

## Демографија

### Етничке групе (попис из 2007)
- Тигриња (96,55%)
- Амхара (1,63%)
- Сахо (0,71%)
- Афар (0,29%)
- Агав Камир (0,19%)
- Оромо (0,17%)
- Кунама (0,07%)

Тигриња, већински народ у региону, је семитског порекла и православне вере.

### Религија (попис из 2007)
- Православље (95,6%)
- Ислам (4,0%)
- Католицизам (0,4%)
- Протестантизам (0,1%)

## Градови
Највећи градови региона су (са приказом броја становника 2009. године): 
- Мекеле (193.000)
- Адиграт (74.000)
- Аксум (54.000)
- Аламата (52.000)
- Ендасиласие (50.000)
- Адва (48.000)
- Мајчев (39.000)
- Корем (33.000)
- Викро (32.000)